# Arnoglossus marisrubri
Arnoglossus marisrubri is een  straalvinnige vissensoort uit de familie van botachtigen (Bothidae). De wetenschappelijke naam van de soort is voor het eerst geldig gepubliceerd in 1986 door Klausewitz & Schneider.